# Roki Vulovic
Roki Vulović, wiens echte naam Rodoljub Vulović is, is een Bosnisch-Servische volkszanger en songwriter. Hij is vooral bekend als "turbo-folk" zanger en staat bekend om zijn Servische oorlogsliederen.
Hij is geboren op 1 mei 1955 in Bijeljina, Bosnië en Herzegovina. Zijn bekendste werk omvat het album "Semberski junaci" uit 1992 en de single "Panteri – Mauzer", die de Garda Panteri prijst, een elite-eenheid van het leger van de Servische Republiek.
Tijdens de Joegoslavische oorlogen sloot Vulović zich vrijwillig aan bij de 1e Brigade van Semberska, en later bij de Garda Panteri. Hij bracht verschillende albums uit met patriottische en anti-NAVO-thema's, waarbij de opbrengst ten goede kwam aan de gewonde soldaten en de oorlogsinspanningen van de Servische Republiek. Hoewel zijn muziek controversieel is vanwege zijn associatie met de oorlog, worden zijn teksten vaak gezien als minder xenofoob dan die van sommige andere zangers uit die periode, omdat ze geen specifieke vijandige landen noemen.
Na 1997 stopte hij met optreden en keerde terug naar zijn geboorteplaats, waar hij professor werd aan de Mihajlo Pupin Technische School en voorzitter was van de Servische Polytechnische en Farmaceutische School tot 2013. Hij spreekt vloeiend Frans, Duits en Italiaans. Zijn muziek heeft recentelijk populariteit gekregen op het internet, vooral via YouTube, deels vanwege de "low-budget" esthetiek van zijn oude muziekvideo's, wat heeft bijgedragen aan zijn status in de meme-cultuur binnen de voormalige Joegoslavische diaspora.
- MusicBrainz: 765780f9-c5ff-4f0e-9765-394d479c0188
- Virtual International Authority File: 18152380131501762253